# Пентазоцин
Пентазоцин (Pentazocinum) — наркотический анальгетик.

## Общая информация
Пентазоцин — синтетическое соединение, содержащее бензоморфановое ядро молекулы морфина, но лишённое кислородного мостика и третьего шестичленного ядра, свойственных соединениям группы морфина.
Азот в пиперидиновом ядре замещён диметилаллилом [СН2—СН=С(СН3)2]
Препарат получен по принципу модификации молекулы морфина с учётом, что некоторые ранее синтезированные соединения, близкие к морфину, но не содержащие кислородного мостика (леворфанол, или леморан, и др.), обладают высокой анальгезирующей активностью; вместе с тем диметилаллильный остаток является важной частью молекулы налорфина, обладающего в значительной мере свойствами антагониста морфина. Предполагалось, что такая модификация молекулы морфина приведёт к получению соединения с большей анальгезирующей активностью, чем у налорфина, но с меньшими побочными явлениями, чем у морфина. Пентазоцин в определённой степени удовлетворяет этим требованиям. Он обладает анальгетической активностью, хотя в несколько меньшей степени, чем морфин, но меньше угнетает дыхание, реже вызывает запор и задержку мочеиспускания. В настоящее время получены агонисты-антагонисты, более активные, чем пентазоцин (нальбуфин и др.).
Пентазоцин хорошо всасывается при приёме внутрь и парентеральном введении. Пик концентрации в плазме крови наблюдается через 15 мин—1 ч после внутримышечного введения и через 1—3 ч после приёма внутрь. Период полувыведения составляет 2—3 ч.
Показания в основном те же, что и для морфина.
При острых болях препарат вводят парентерально, при хронических болях внутрь.
Доза для взрослых под кожу, внутримышечно или внутривенно составляет обычно 0,03 г (30 мг), а при сильных болях — 0,045 г (45 мг). Внутривенно вводят медленно. При необходимости повторяют введение под кожу или внутримышечно через 3—4 ч, внутривенно — через 2—3 ч.
Внутрь назначают взрослым по 0,05 г (50 мг = 1 таблетке) 3—4 раза в день (перед едой). При сильных болях разовую дозу иногда увеличивают до 0,1 г.
Суточная доза для взрослых не должна превышать при приёме внутрь 350 мг.
Детям в возрасте от 1 года до 6 лет назначают препарат парентерально: внутримышечно и подкожно — из расчёта не более 1 мг на 1 кг массы тела в сутки, внутривенно — не более 0,5 мг/кг в сутки. Детям в возрасте от 6 до 12 лет назначают внутрь по 0,025 г (25 мг = 1/2 таблетки) каждые 3—4 ч.
Обычно пентазоцин хорошо переносится. Однако возможны тошнота, рвота, головокружение, усиленное потоотделение, покраснение кожи, угнетение дыхания. Иногда могут наблюдаться эйфория, спутанность сознания, задержка мочи.
При внезапном прекращении приёма после длительного применения препарата в относительно больших дозах возможны явления абстиненции (спазмы органов брюшной полости, тошнота, рвота, возбуждение, дрожь и др.).
Пентазоцин следует назначать с осторожностью при выраженной недостаточности функций печени и почек. Внутривенное введение препарата вызывает повышение артериального давления, что следует учитывать при инфаркте миокарда, особенно у лиц с гипертензией, и при сужении периферических сосудов. Не следует применять пентазоцин при черепно-мозговой травме, сопровождающейся повышением давления спинно- мозговой жидкости, при склонности к судорожным реакциям, женщинам — в первые 3 мес беременности.
При длительном внутримышечном применении препарата надо менять места введения, так как в месте инъекции возможно уплотнение мягких тканей.
В связи с возможностью развития явлений абстиненции нельзя назначать пентазоцин наркоманам; с осторожностью следует применять его у больных, получивших ранее большие дозы наркотических анальгетиков.
Не следует вводить пентазоцин в одном шприце с барбитуратами.

## Хранение
Хранение: список А. Отпускается с такими же ограничениями, как наркотические анальгетики.